# Kamond
Kamond is een plaats (község) en gemeente in het Hongaarse comitaat Veszprém. Kamond telt 449 inwoners (2001).